# حركة قاضي زاده

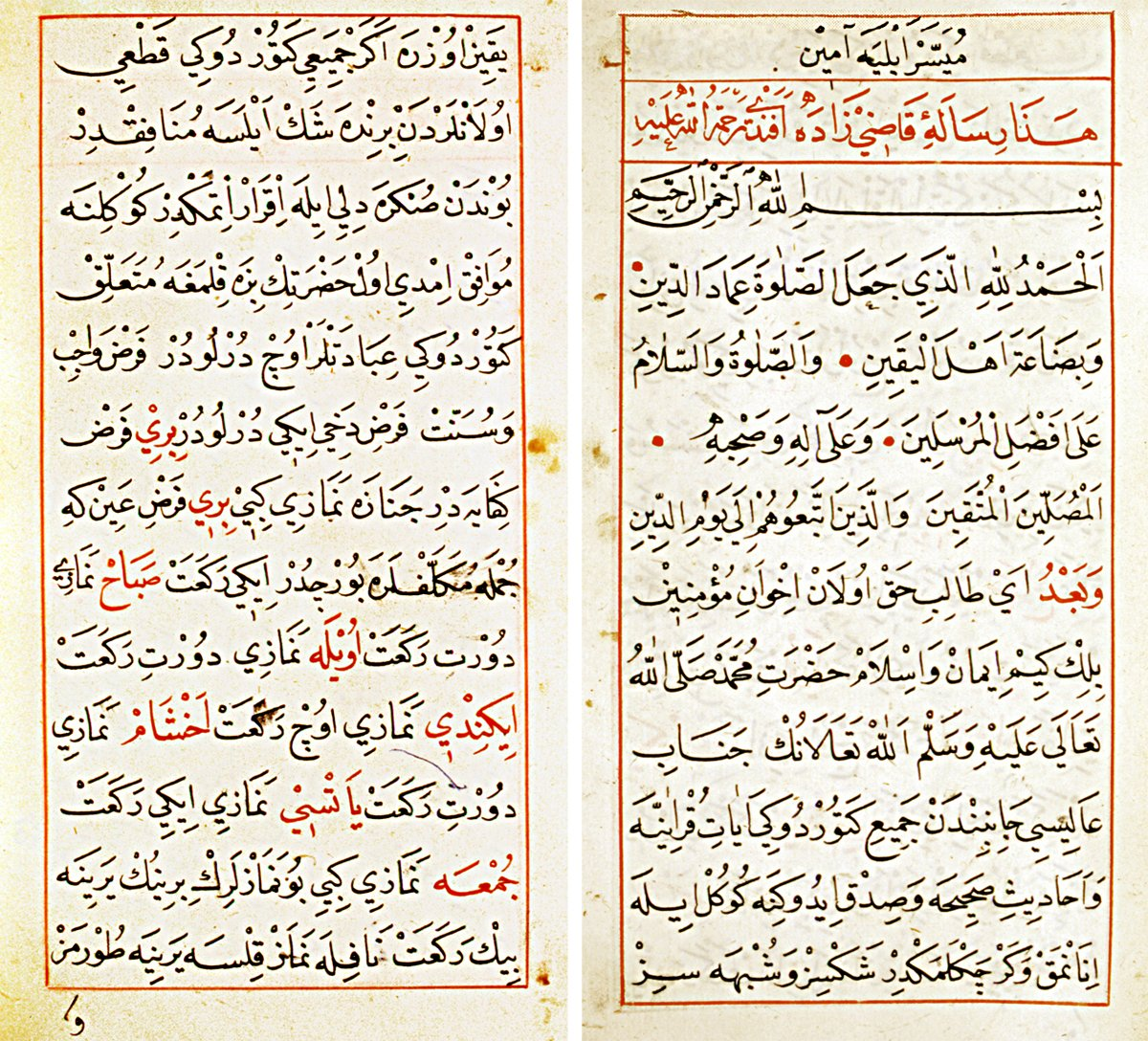
رسالة قاضي زاده في الصلاة، مكتبة السليمانية، حاجي بشير أغا، ٣٩٧

حركة قاضي زاده هي حركة دينية سلفية ظهرت في الدولة العثمانية في القرن الحادي عشر هجري (السابع عشر ميلادي)، تنسب إلى قاضي زاده محمد أفندي (توفي 1045 هـ / 1635 م). يعتبر الإمام البركوي المنظر الرئيسي للحركة، وألهمت تعاليمه الشيخ قاضي زاده، الذي أخذ عن تلامذة البركوي.
أطلق على أتباع قاضي زاده لقب «قاضي زاده ليلَر» وتعني بالتركية نسبتهم إلى قاضي زاده، وعُرفوا بهذا الاسم عن طريق المؤرخين والخصوم، غير أنهم فضّلوا أن يعرفوا كما في التركية باسم: Fakihler (فقيهلر) ، أي: الفقهاء.